# Orthokohlensäureester
Orthokohlensäureester sind organisch-chemische Substanzen der allgemeinen Formel C(OR)4 und, abhängig vom Organyl-Rest R, meist farblose Flüssigkeiten von angenehmem Geruch, die durch Wasser nur langsam hydrolysiert werden. Sie leiten sich formal von der in freier Form nicht existenten Orthokohlensäure C(OH)4 ab.

## Darstellung
Orthokohlensäureester sind aus Chloroform über Nitrochloroform (Chlorpikrin) zugänglich:

## Verbindungen
- Orthokohlensäuretetramethylester
- Orthokohlensäuretetraethylester